# Chris Watson

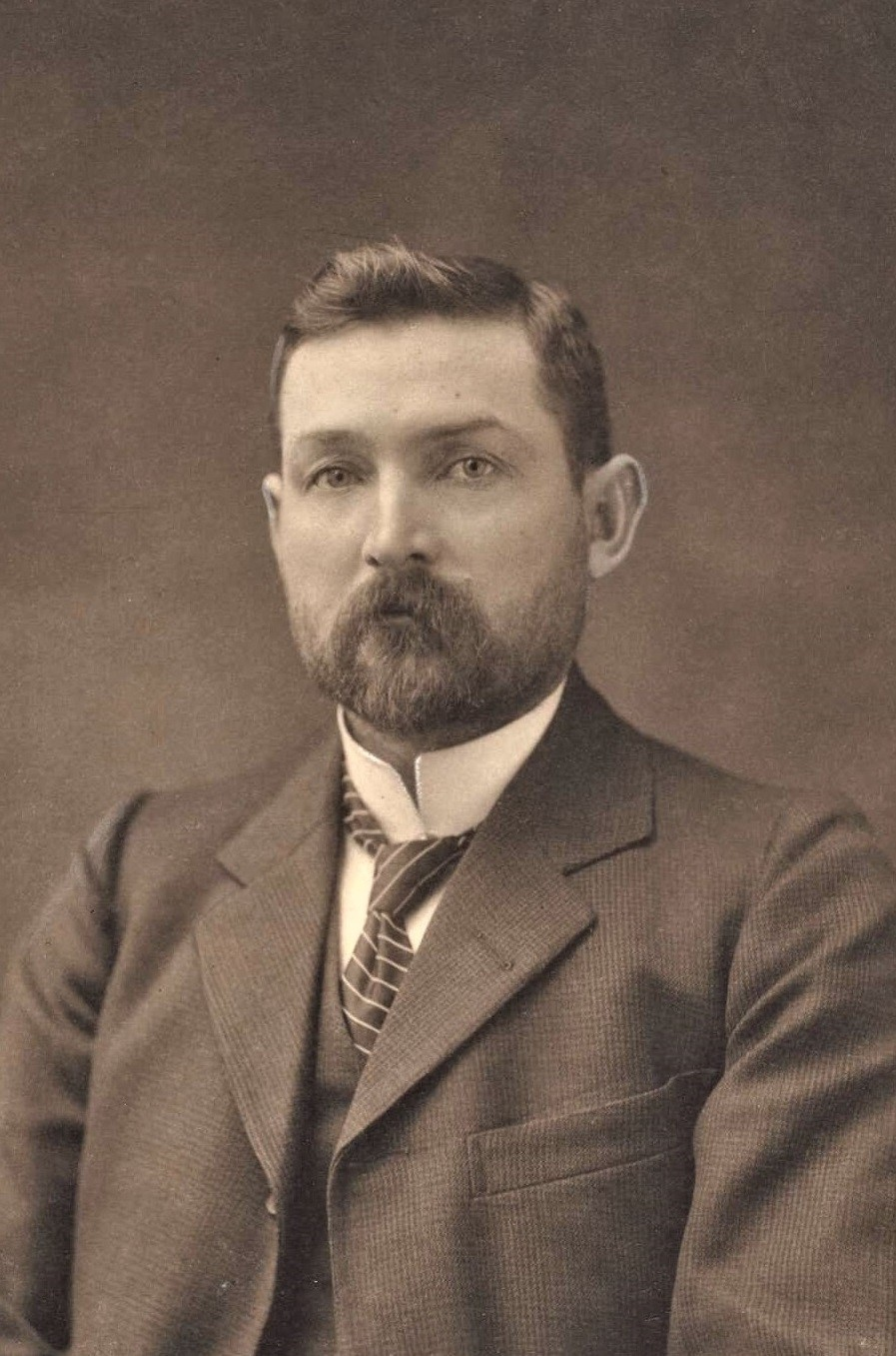
Chris Watson um 1904

John Christian „Chris“ Watson (* vermutlich 9. April 1867 in Valparaíso, Chile; † 18. November 1941 in Sydney, New South Wales) war ein australischer Labour-Politiker und der 3. Premierminister des Landes. Seine Amtszeit dauerte vom 27. April bis zum 17. August 1904. Er führte die weltweit erste sozialdemokratische Regierung auf nationaler Ebene an. Zudem ist er mit dem Alter von 37 Jahren bei Amtsantritt der bis heute jüngste Premierminister der australischen Geschichte. Vom 17. August 1904 bis zum 5. Juli 1905 war er der Oppositionsführer.

## Leben

### Bevor er Premierminister wurde (bis April 1904)
Seine eigene Herkunft betreffend, gab Chris Watson stets an, sein Vater sei der britische Seemann George Watson gewesen. Dessen Namen nahm er allerdings in jungen Jahren an. Seine Mutter Martha, geb. Minchin, heiratete diesen erst in zweiter Ehe, als Chris zwei Jahre alt war. Tatsächlich handelte es sich bei seinem Vater um Johan Christian Tanck, einem chilenischen Bürger deutscher Herkunft. Chris Watson war das einzige Kind aus der ersten Verbindung seiner Mutter. Diese Einzelheiten seiner Abstammung wurden erst nach Chris Watsons Tod bekannt. So blieb zu seinen Lebzeiten verborgen, dass er kein Brite war, somit nicht Parlamentsmitglied in Australien hätte werden dürfen und auch nicht Premierminister des Landes. Auch als „Brite“ wurde er nie nach Australien eingebürgert.
Kurz nach seiner Geburt und noch vor der Scheidung seiner Mutter von seinem eigentlichen Vater im Jahre 1868 wurde er nach Neuseeland, ihrer Heimat, übergesiedelt. So wuchs Chris Watson in Oamaru mit seinen 9 Stiefgeschwistern auf. Die Schule verließ er schon 1877 im Alter von 10 Jahren, um zunächst Eisenbahnarbeiter zu werden. Mit 13 begann er eine Ausbildung zum Schriftsetzer in der Druckerei der Zeitung North Otago Times. Er trat schon zu dieser Zeit einer Gewerkschaft bei.
1886 zog er ins australische Sydney, wo er für mehrere Zeitungen arbeitete und dabei ein Interesse für die Tagespolitik entwickelte. Als Gewerkschaftsmitglied und stieg schnell in den Sydney Trades and Union Council auf. 1891 war er ein Mitbegründer der Labour Electoral League, einem Vorläufer der späteren Australian Labor Party (ALP) in New South Wales. Chris Watson wurde 1894 in das Parlament dieser Kolonie gewählt.
Am 27. November 1889 heiratete er die aus England eingewanderte Schneiderin Ada Jane Lowe, mit der er bis zu ihrem Tod im Jahre 1921 zusammenblieb. Diese Ehe blieb kinderlos.
Als Labour-Politiker vertrat er gemäßigte Positionen und führte parteiintern viele grundlegende Regelungen bezüglich der Abläufe und Organisation ein. Er trat, wenn auch nicht sehr entschieden, für die Vereinigung der britischen Kolonien in Australien zu einem selbständigen australischen Bundesstaat ein.
Nachdem der australische Bundesstaat zum 1. Januar 1901 verwirklicht wurde, konnte er nach den ersten australischen Parlamentswahlen am 29. März 1901 als gewählter Abgeordneter für den Wahlkreis Bland in das Repräsentantenhaus des australischen Parlaments einziehen. Im Vorfeld dieser Wahl legte er sein Mandat als Abgeordneter des Landesparlaments von New South Wales, welches er bis dahin ununterbrochen behauptet hatte, nieder.
Zwei Tage vor der konstituierenden Sitzung des ersten australischen Parlaments am 10. Mai 1901, welches damals noch in der provisorischen Hauptstadt Melbourne tagte, wurde er überraschend als Kompromisskandidat zu James McGowan und Billy Hughes zum Parteivorsitzenden der ALP gewählt. Zudem war er zu diesem Zeitpunkt erst 34 Jahre alt.
Bei den Parlamentswahlen vom Dezember 1903 wurde sein Abgeordnetenmandat bestätigt.

### Als Premierminister (April bis August 1904)
Während der Amtszeiten der ersten beiden australischen Premierminister Edmund Barton und Alfred Deakin, die eine protektionistische Politik vertraten, bildete Labour neben Konservativen und Liberalen als dritte Kraft die weitaus kleinste Gruppe. Beide Premierminister waren dennoch von der Unterstützung durch Labour abhängig. Über die Frage der Bezahlung von öffentlich Bediensteten kam es zu Meinungsverschiedenheiten. Nachdem Alfred Deakin im März 1904 für ein in diesem Zusammenhang stehendes Gesetz, das Conciliation and Arbitration Bill, keine Mehrheit fand, trat dieser am 27. April zurück. Am selben Tag wurde Chris Watson von Generalgouverneur Lord Henry Northcote mit der Regierungsbildung beauftragt und so wurde er Premierminister.
Angesichts der Mehrheitsverhältnisse im Parlament war aber klar, dass sich Chris Watson nur würde halten können, wenn er auf dezidiert sozialistische Programme verzichten und die moderate Politik Deakins fortsetzen würde. Letztlich stolperte Chris Watson, wie sein Vorgänger, über die Verabschiedung desselben Gesetzes, welches auch er nicht durch das Parlament bringen konnte. Als Möglichkeit der Machterhaltung sah er nunmehr die Auflösung beider Kammern des Parlaments, um durch Neuwahlen eindeutige Mehrheitsverhältnisse schaffen zu können. Der Generalgouverneur entsprach allerdings seinem Wunsch nicht. Am 17. August musste er daher sein Amt aufgeben, das nunmehr der Freihandels-Befürworter George Reid übernahm.

### Nachdem er Premierminister war (ab August 1904)
1906 führte er die ALP in einen Wahlkampf, der ihr deutliche Stimmengewinne einbrachte. Auch bei diesen Wahlen gewann er ein Abgeordnetenmandat, nunmehr für den Wahlkreis South Sydney, da sein alter abgeschafft wurde. Dennoch entschied er sich im Oktober 1907, gerade einmal 40 Jahre alt, den Parteivorsitz an Andrew Fisher abzugeben. Er blieb allerdings mit seiner Partei verbunden und trat immer wieder als Wahlkämpfer für sie auf. Auch unterstützte er sie bei der Produktion parteieigener Zeitungen.
Erst später geriet er zunehmend mit der Mehrheit der ALP aneinander, als er während des Ersten Weltkrieges für die Einführung der Wehrpflicht in Australien eintrat. Er wurde deswegen aus der Partei, die er mitbegründete, ausgeschlossen. Nach dem Ende seiner politischen Laufbahn engagierte er sich zeitweise für die Gewerkschaften, ging dann zur National Roads and Motorists Association, deren Vorsitzender er bis zu seinem Tod blieb. Zudem wurde Chris Watson Geschäftsmann in der Woll- und Textilindustrie sowie im Bereich des Transportwesens.
Am 30. Oktober 1925 heiratete er in zweiter Ehe die aus Western Australia stammende 23-jährige Kellnerin Antonia Mary Gladys Dowlan in derselben Kirche, in der er auch schon seine erste Frau heiratete. Aus dieser Ehe ging 1927 Chris Watsons einziges Kind, seine Tochter Jacqueline hervor.
Er verstarb am 18. November 1941 in seinem Haus in Double Bay, einem südlich gelegenen Vorort von Sydney.